# القصر (نواكشوط)
لكصر هو حي في مدينة نواكشوط.
ويسكن ما نسبته 43531 شخص. ويعتبر الأقدم بين أحياء العاصمة.